# Tiago José Bico Mota
Tiago José Bico Mota (sinh ngày 12 tháng 11 năm 1985) là một cầu thủ bóng đá người Bồ Đào Nha thi đấu cho Oriental.

## Sự nghiệp câu lạc bộ
Anh ra mắt chuyên nghiệp tại Giải bóng đá hạng nhất quốc gia Bồ Đào Nha cho Oriental vào ngày 9 tháng 8 năm 2014 trong trận đấu trước Santa Clara.